# Wiktor Hoechsman
Wiktor Hoechsman (* 17. Juli 1894 in Niepołomice; †  29. Juni 1977 in Krakau) war ein polnischer Radrennfahrer und nationaler Meister im Radsport.

## Sportliche Laufbahn
Bei der ersten offiziellen polnischen Meisterschaft im Straßenrennen 1921 wurde er Zweiter hinter dem Sieger Józef Lange. Von 1922 bis 1924 war er jeweils Sieger der Meisterschaftsrennen auf der Straße. 1924 nominierte ihn der polnische Verband für die Olympischen Sommerspiele in Paris. Im olympischen Einzelzeitfahren schied er nach Defekt aus, in der Mannschaftswertung wurde er mit Polen 14. Bei den UCI-Straßen-Weltmeisterschaften wurde er im selben Jahr als 19. klassiert. 